# Nishinari-ku
Nishinari (西成区, Nishinari-ku) est un des vingt-quatre arrondissements de la ville d'Osaka, au Japon. Il se trouve directement au sud du quartier commercial et centre de moyens de communications de Namba, et s'étend au sud jusqu'au parc Sumiyoshi.
L'arrondissement est desservi par la ligne de train Nankai et les lignes de métro Yotsubashi et Sakaisuji.
On y trouve beaucoup de shitamachi, petites rues commerciales, alors qu'elles ont tendance à disparaitre au Japon. Dans Nishinari, beaucoup de sans-abris vivent dans le quartier Kamagasaki.
En 2015, les habitants de Nishinari-ku avaient l’espérance de vie la plus basse du Japon : 73,5 ans pour les hommes et 84,4 ans pour les femmes, la différence entre les sexes étant la plus élevée du pays. En 2024, les résidents étrangers constituent 12.82% de la population.
Deux clans de yakuzas, le Sakaume-gumi et l'Azuma-gumi, sont officiellement basés dans l'arrondissement.

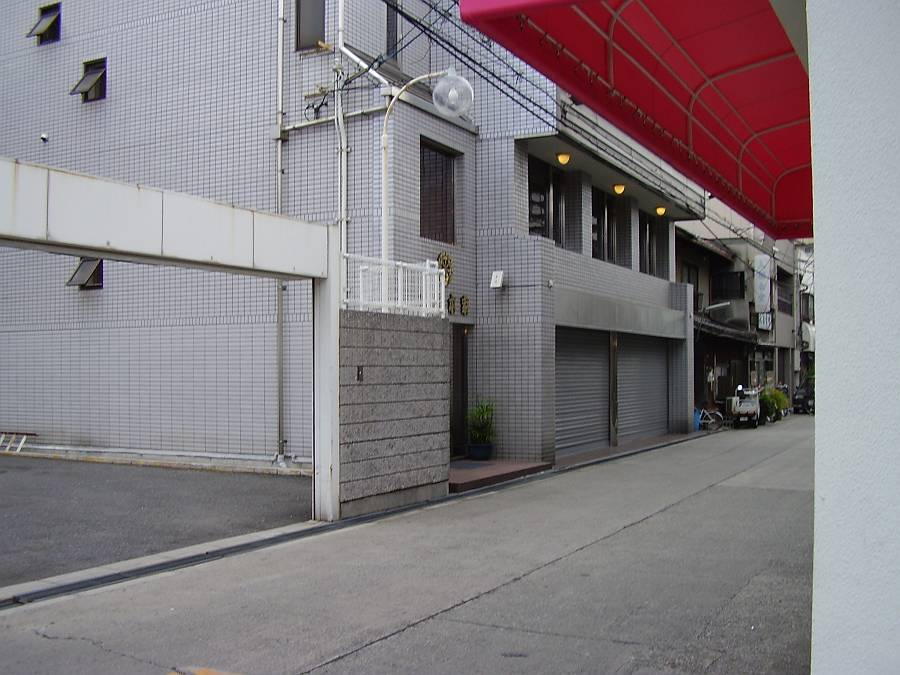
Bureau de l'Azuma-gumi.

Tobita Shinchi, un quartier de prostitution, se trouve également dans l'arrondissement.

## Autres lieux notables
- La salle de concert de l'Orchestre philharmonique d'Osaka